# Tibouchina versicolor
Tibouchina versicolor är en tvåhjärtbladig växtart som först beskrevs av John Lindley, och fick sitt nu gällande namn av Célestin Alfred Cogniaux. Tibouchina versicolor ingår i släktet Tibouchina och familjen Melastomataceae. Inga underarter finns listade i Catalogue of Life.

## Bildgalleri

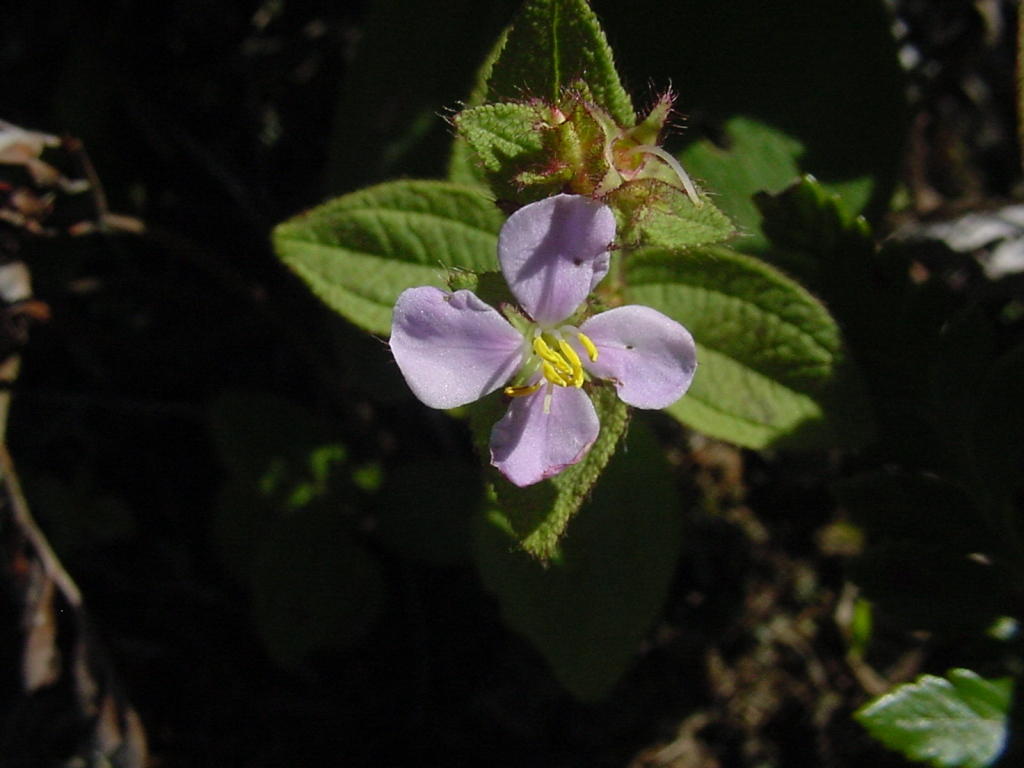